# 스튜디오 K
《스튜디오 K》는 KBS에서 하는 프로그램이다.

## 기획의도
디지털전문스튜디오 '스튜디오 K'가 만드는 새로운 프로그램

## 방송시간
| 방송 채널 | 방송 기간                           | 방송 시간                                          |
| --------- | ----------------------------------- | -------------------------------------------------- |
| KBS 2TV   | 2020년 4월 25일 ~ 2020년 7월 25일   | 매주 토요일 밤 22:30 ~ 22:55(25분)                 |
| KBS 2TV   | 2020년 8월 1일 ~ 2020년 8월 29일    | 매주 토요일 밤 23:40 ~ 일요일 새벽 00:05(25분)     |
| KBS 2TV   | 2020년 9월 2일 ~ 2020년 9월 16일    | 매주 수요일 밤 23:55 ~ 목요일 새벽 00:20(25분)     |
| KBS 2TV   | 2020년 9월 23일                     | 매주 수요일 밤 23:45 ~ 00:20(25분)                 |
| KBS 2TV   | 2020년 10월 7일 ~ 2020년 12월 23일  | 매주 수요일 밤 23:50 ~ 목요일 새벽 00:15(25분)     |
| KBS 2TV   | 2021년 1월 6일 ~ 2021년 1월 28일    | 매주 목요일 새벽 00:05 ~ 00:30(25분)               |
| KBS 2TV   | 2021년 2월 10일                     | 매주 수요일 밤 23:30 ~ 목요일 밤 00:40(1시간 10분) |
| KBS 2TV   | 2021년 2월 18일 ~ 2021년 2월 25일   | 매주 목요일 밤 00:05 ~ 00:30(25분)                 |
| KBS 2TV   | 2021년 3월 4일 ~ 2021년 3월 25일    | 매주 목요일 밤 00:35 ~ 새벽 01:00(25분)            |
| KBS 2TV   | 2021년 4월 1일 ~ 2021년 5월 6일     | 매주 목요일 밤 23:50 ~ 밤 00:15(25분)              |
| KBS 2TV   | 2021년 5월 14일 ~ 2021년 6월 11일   | 매주 금요일 밤 00:00 ~ 00:25(25분)                 |
| KBS 2TV   | 2021년 6월 16일 ~ 2021년 6월 30일   | 매주 수요일 밤 23:40 ~ 목요일 밤 00:05(25분)       |
| KBS 2TV   | 2021년 7월 7일 ~ 2021년 10월 6일    | 매주 수요일 밤 23:50 ~ 목요일 밤 00:15(25분)       |
| KBS 2TV   | 2021년 10월 13일 ~ 2021년 10월 27일 | 매주 수요일 밤 23:40 ~ 목요일 밤 00:05(25분)       |
| KBS 2TV   | 2021년 11월 11일 ~ 2022년 4월 14일  | 매주 목요일 밤 00:00 ~ 00:25(25분)                 |
| KBS 2TV   | 2022년 4월 21일                     | 목요일 밤 00:10 ~ 00:35(25분)                      |
| KBS 2TV   | 2022년 4월 28일 ~ 2022년 5월 19일   | 목요일 밤 00:00 ~ 00:25(25분)                      |
| KBS 2TV   | 2022년 5월 26일 ~ 2022년 6월 9일    | 목요일 밤 00:10 ~ 00:35(25분)                      |
| KBS 2TV   | 2022년 6월 16일                     | 목요일 밤 00:15 ~ 00:40(25분)                      |
| KBS 2TV   | 2022년 6월 23일 ~ 2022년 8월 18일   | 목요일 밤 00:10 ~ 00:35(25분)                      |
| KBS 2TV   | 2022년 8월 24일                     | 매주 수요일 밤 23:10 ~ 목요일 밤 00:20(1시간 10분) |
| KBS 2TV   | 2022년 8월 31일 ~ 2022년 9월 28일   | 매주 수요일 밤 23:00 ~ 목요일 밤 00:10(1시간 10분) |
| KBS 2TV   | 2022년 10월 5일 ~ 2023년 1월 25일   | 매주 수요일 밤 23:05 ~ 목요일 밤 00:15(1시간 10분) |
| KBS 2TV   | 2023년 1월 31일 ~ 일자 미상         | 매주 화요일 밤 23:00 ~ 수요일 밤 00:10(1시간 10분) |
| KBS 2TV   | 2023년 일자 미상 ~ 일자 미상        | 매주 화요일 밤 00:20 ~ 새벽 01:30(1시간 10분)      |
| KBS 2TV   | 2023년 일자 미상 ~ 2024년 7월 22일  | 매주 월요일 오후 16:00 ~ 17:10(1시간 10분)         |
| KBS 2TV   | 2024년 8월 14일 ~ 2025년 8월 6일    | 매주 수요일 밤 00:25 ~ 새벽 01:30(1시간 5분)       |
| KBS 2TV   | 2025년 8월 13일 ~ 현재              | 매주 수요일 밤 23:30 ~ 00:40(1시간 10분)           |

## 진행자
- 김구라
- 이무진